# American Record Guide
Der American Record Guide (ARG) ist eine US-amerikanische Fachzeitschrift, die sich mit klassischer Musik befasst. Sie wurde 1935 von Peter Hugh Reed gegründet, um Besprechungen von Musik zu publizieren. Der Redaktionssitz befindet sich in Cincinnati, Ohio
1992, mit Beginn der Zusammenarbeit mit dem Journal Musical America, begann die Zeitschrift, auch Konzerte, Musiker, Ensembles und Orchester der USA vorzustellen.
Das Magazin wirbt damit, es habe „up to 500 reviews in every issue, written by a freelance staff of over 80 writers and music critics“ (bis zu 500 Rezensionen in jeder Ausgabe, geschrieben von einem freiberuflichen Team von über 80 Autoren und Musikkritikern). Neben den neuesten Erscheinungen auf dem Gebiet der Musik enthalten die meisten Ausgaben einen Überblick über die Aufnahmen einzelner Werke eines bestimmten Komponisten.
Der Herausgeber, Donald Vroon (* 1942), war in den 1980er Jahren Rundfunkjournalist beim National Public Radio in Buffalo, New York.